# Мустафаев, Буньямудин Арифович
Буньямудин Арифович Мустафаев (7 сентября 1992, Ахты, Дагестан) — российский футболист, защитник клуба «Гандзасар».

## Биография
Воспитанник краснодарской «Кубани».За свою карьеру выступал в ряде южных российских команд. В 2016 году провел 11 матчей в ФНЛ за воронежский «Факел». Некоторое время Мустафаев играл в Чемпионате Крыма за клубы «Фаворит-ВД-Кафа» и «Ялта».
После выступлений в Первой лиге Казахстана футболист вместе с другим российским одноклубником Сергеем Доценко перешел в стан новичка армянской Премьер-лиги «Гандзасара». Дебютировал в местной элите Мустафаев 10 августа в матче первого тура чемпионата против «Арарата» (0:2).
Принимал участие в пятом сезоне Медиалиги в составе команды «Lotus».